# حلقه‌های طلا
حلقه‌های طلا (فرانسوی: Anneaux d'or‎) یک فیلم کوتاه تونسی به کارگردانی رنه ووتیه است که در سال ۱۹۵۶ ساخته و در سال ۱۹۵۹ در جشنواره برلین اکران شد. کلودیا کاردیناله در این فیلم نقش‌آفرینی کرده‌است. این فیلم برندهٔ جایزهٔ «بهترین فیلم کوتاه مناسب برای جوانان» در جشنواره بین‌المللی فیلم برلین (۱۹۵۹) شد.